# Odd Grüner-Hegge
Odd Ragnar Grüner-Hegge (Oslo, 23 september 1899 – aldaar, 11 mei 1973) was een Noors dirigent en componist. Zijn broer, de violist Finn Grüner-Hegge, speelde in het Oslo Filharmoniske Orkester. Zijn dochter Karen Grüner-Hegge was ballerina bij het Noorse Nationaal Ballet. 

## Biografie
Hij deed op zevenjarige leeftijd al auditie bij Edward Grieg die direct aan Olga Grüner-Hegge (moeder), vrouw van bankdirecteur Christian Thorberg Grüner-Hegge, meedeelde dat haar zoon talent had. Grieg vertelde er wel bij dat hij als hij verder wilde komen meer aandacht aan muziek moest geven in plaats van buiten te spelen. Die gelegenheid kreeg hij dan ook. Odd kreeg pianolessen van Nils Larsen en Fritjof Backer-Grøndahl, compositieleer bij Otto Winter-Hjelm en Gustav Lange. Felix Weingartner gaf hem onderricht in orkestdirectie. Nog voor zijn twintigste verjaardag werd muziek van hem (en door hem) uitgevoerd (1917). Op 31 augustus 1918 trad hij op als solopianist in Griegs Pianoconcert tijdens een concertavond gewijd aan de leerlingen van Larsen. Andere solisten waren Elisabeth Reiss, Kristine Dahl en Harald Hansen. Gustav Lange trad op als dirigent. Hegges debuut als dirigent vond plaats in 1928. Hij voerde toen Christian Sindings derde symfonie uit, toen bekend als “moeilijk”. Hij herhaalde dat januari 1929 met het Bergen filharmoniske orkester. Daarnaast was hij al muziekrecensent in Dagbladet (1925-1928). Grüner-Hegge was lid van de vrijmetselarij.
Als beginnend dirigent gaf hij leiding aan het Philharmonisch orkest van Oslo, waarbij Elisabeth Reiss als soliste optrad. Harald Sæverud (collegacomponist) gaf hem lovende kritieken, al was Odd nog wel wat wild.
Vanaf 1931 was Grüner-Hegge chef-dirigent van het orkest uit Oslo; hij werd bijgestaan door Olav Kielland. In 1932 had hij zijn debuut als operadirigent met Richard Wagners Tristan und Isolde. Het orkest wilde in 1933 alweer van dat dubbeldirigentschap af, koos voor Kielland, maar vergat dat Grüner-Hegge mee te delen. Grüner-Hegge werd dirigent van het orkest van het Nationaltheatret. In aansluiting daarop kon hij gastdirecties verzorgen bij onder andere het Berliner Philharmoniker. Na de Tweede Wereldoorlog wilde het orkest wel verder met Kielland, maar die wilde niet meer. Grüner-Heggo was vervolgens van 1945 tot 1962 de chef-dirigent. Hij werd opgevolgd door onder meer Herbert Blomstedt. Daarna stapte hij over naar de Noorse Opera (1961-1969). Hij was bevriend met de componisten Christian Sinding en Ludvig Irgens-Jensen en was enige tijd voorzitter van de Noorse Componistenbond. Hij had functies binnen allerlei andere instanties op muziekgebied zoals TONO de beschermer van auteursrechten in Noorwegen.
Als dirigent was hij gevierd in het romantische repertoire, maar hij moest het meer hebben van zijn enthousiasme dan van zijn techniek. In 1959 ontving hij de Orde van Sint-Olaf.
Er verschenen enige werken van zijn hand als componist, waarbij vooral die uit de beginperiode nog enige bekendheid hebben:
- opus 1: sonate voor viool en piano (1914)
- opus 2: Suite voor piano (1917) (samen uitgevoerd met zijn broer Finn (29 november 1917)
- opus 3: Smaa klavestykker av Dagboken
- opus 4: Trio voor piano, viool en cello (1919)
- Suite in f mineur, uitgevoerd door Fridtjof Backer Grøndahl (première op 12 februari 1918 vanuit manuscript)
  - Quasi fantasia, Andantino, Giocoso-tranquillo-giocoso, Andante lugubre e maestoso.
- Elegische melodie voor strijkers (1943)

- Biblioteca Nacional de España: XX4813439
- Bibliothèque nationale de France: cb14183809k (data)
- Gemeinsame Normdatei: 134732006
- International Standard Name Identifier: 0000 0001 2149 1978
- Library of Congress Control Number: n85272583
- MusicBrainz: 0afdeab2-f801-4052-afcf-75f147758c4f
- Nationale Bibliotheek van Israël: 987007349829105171
- Virtual International Authority File: 120741482
- WorldCat: E39PBJgRXtVCdgYcVyWy44ryVC